# Robert Butler (regizor)
Robert Butler (n. 17 noiembrie 1927, Los Angeles, California, SUA – d. 3 noiembrie 2023, Los Angeles, California, SUA) a fost un regizor american de film și televiziune, câștigător al premiului Emmy. El este cunoscut mai ales pentru activitatea sa din televiziune, unde a regizat episoade ale mai multor seriale, inclusiv Star Trek și Hill Street Blues.

## Cariera
Butler a absolvit University of California, Los Angeles (UCLA), unde s-a specializat în limba engleză. A făcut parte mai întâi din fanfara armatei, apoi a fost producător de spectacole teatrale, înainte de a se lansa în cariera de regizor cu un episod al serialului Hennesey (cu Jackie Cooper și tânărul Ron Howard) și apoi a regizat episoade ale serialelor The Untouchables, Dr. Kildare, The Dick Van Dyke Show, Batman, The Fugitive și Zona crepusculară.
Butler a regizat episoadele pilot ale serialelor de televiziune Star Trek, Hogan's Heroes, Batman, The Blue Knight, Hill Street Blues, Remington Steele (a fost, de asemenea, și creator), Maddie și David, Sisters și Lois & Clark: The New Adventures of Superman.
A fost solicitat, de asemenea, să regizeze episoade ale mai multor seriale de televiziune, printre care I Spy, Blue Light, The Invaders, Gunsmoke, The Outcasts, Mission: Impossible, Kung Fu, Hawaii Five-O, Columbo: Publish or Perish, Columbo: Double Shock și Midnight Caller.
El l-a dirijat pe actorul Kurt Russell în patru filme produse de compania Walt Disney Pictures, printre care Guns in the Heather, The Computer Wore Tennis Shoes și The Barefoot Executive.
Butler a câștigat două premii Emmy pentru regie, primul în 1973 pentru episodul pilot al serialului The Blue Knight și al doilea în 1981 pentru primul episod al serialului Hill Street Blues.
În anul 2014 activitatea lui Butler a făcut subiectul unei retrospective a carierei la UCLA Film and Television Archive.
Butler a fost distins în februarie 2015 cu premiul Directors Guild of America (DGA) pentru întreaga carieră.

## Filmografie
- Guns in the Heather (1969)
- The Computer Wore Tennis Shoes (1969)
- The Barefoot Executive (1971)
- Scandalous John (1971)
- Now You See Him, Now You Don't (1972)
- The Ultimate Thrill (1974)
- Black Bart (1975) (și producător)
- Hot Lead and Cold Feet (1978)
- Night of the Juggler (1980)
- Underground Aces (1981)
- Up The Creek (1984)
- Turbulence (1997)
- Where Do the Balloons Go? (2009) (scurt)

### Televiziune
| An        | Serial TV                                    | Regizor | Producător | Note                                        |
| --------- | -------------------------------------------- | ------- | ---------- | ------------------------------------------- |
| 1959–1960 | Hennesey                                     | Da      | Nu         | 3 episoade                                  |
| 1960      | Happy                                        | Da      | Nu         | 1 episod                                    |
| 1960      | The Many Loves of Dobie Gillis               | Da      | Nu         | 1 episod                                    |
| 1960–1961 | The DuPont Show with June Allyson            | Da      | Nu         | 5 episoade                                  |
| 1961      | Bonanza                                      | Da      | Nu         | 1 episod                                    |
| 1961      | The Dick Van Dyke Show                       | Da      | Nu         | 2 episoade                                  |
| 1961      | The Dick Powell Theater                      | Da      | Nu         | 1 episod                                    |
| 1961      | The Gertrude Berg Show                       | Da      | Nu         | 2 episoad                                   |
| 1961      | Have Gun – Will Travel                       | Da      | Nu         | 1 episod                                    |
| 1961      | Michael Shayne                               | Da      | Nu         | 1 episod                                    |
| 1961      | Peter loves Mary                             | Da      | Nu         | 2 episoade                                  |
| 1961–1962 | The Detectives                               | Da      | Nu         | 5 episoade                                  |
| 1962      | Follow The Sun                               | Da      | Nu         | 3 episoade                                  |
| 1962      | The Rifleman                                 | Da      | Nu         | 1 Episod                                    |
| 1962–1963 | Dr. Kildare                                  | Da      | Nu         | 2 episoade                                  |
| 1962–1963 | Stoney Burke                                 | Da      | Nu         | 2 episoade                                  |
| 1962–1963 | The Untouchables                             | Da      | Nu         | 7 episoade                                  |
| 1963      | Ben Casey                                    | Da      | Nu         | 3 episoade                                  |
| 1963      | The Greatest Show On Earth                   | Da      | Nu         | 2 episoade                                  |
| 1963      | The Richard Boone Show                       | Da      | Nu         | 1 episod                                    |
| 1963–1964 | The Lieutenant                               | Da      | Nu         | 2 episoade                                  |
| 1963–1965 | The Defenders                                | Da      | Nu         | 2 episoade                                  |
| 1964      | Arrest and Trial                             | Da      | Nu         | 1 episod                                    |
| 1964      | The Twilight Zone                            | Da      | Nu         | 2 episoade                                  |
| 1964–1966 | The Fugitive                                 | Da      | Nu         | 6 episoade                                  |
| 1965      | Mister Roberts                               | Da      | Nu         | 5 episoade                                  |
| 1965      | Run For Your Life                            | Da      | Nu         | 1 episod                                    |
| 1965      | The Virginian                                | Da      | Nu         | 1 episod                                    |
| 1965–1966 | Hogan's Heroes                               | Da      | Nu         | 5 episoade                                  |
| 1965–1975 | The Magical World Of Disney                  | Da      | Nu         | 12 episoade                                 |
| 1966      | Blue Light                                   | Da      | Nu         | 1 episod                                    |
| 1966      | Shane                                        | Da      | Nu         | 1 episod                                    |
| 1966      | I Spy                                        | Da      | Nu         | 4 episoade                                  |
| 1966      | Batman                                       | Da      | Nu         | 6 episoade                                  |
| 1966      | Star Trek                                    | Da      | Nu         | 2 episoade                                  |
| 1967      | Bob Hope Presents the Chrysler Theatre       | Da      | Nu         | 1 episod                                    |
| 1967      | The Invaders                                 | Da      | Nu         | 3 episoade                                  |
| 1967      | Judd, for the Defense                        | Da      | Nu         | 2 episoade                                  |
| 1967      | N.Y.P.D.                                     | Da      | Nu         | 2 episoade                                  |
| 1967–1972 | Gunsmoke                                     | Da      | Nu         | 3 episoade                                  |
| 1967–1981 | Insight                                      | Da      | Da         | 4 episoade                                  |
| 1968      | Cimarron Strip                               | Da      | Nu         | 2 episoade                                  |
| 1968      | Ironside                                     | Da      | Nu         | 1 episod                                    |
| 1969      | Mission: Impossible                          | Da      | Nu         | 1 episod                                    |
| 1969      | The Outcasts                                 | Da      | Nu         | 1 episod                                    |
| 1969      | CBS Playhouse                                | Da      | Nu         | 1 episod                                    |
| 1969–1970 | Lancer                                       | Da      | Nu         | 4 episoade                                  |
| 1970      | Then Came Bronson                            | Da      | Nu         | 1 episod                                    |
| 1972      | Nichols                                      | Da      | Nu         | 1 episod                                    |
| 1972–1973 | The Waltons                                  | Da      | Nu         | 3 episoade                                  |
| 1973      | Doc Elliot                                   | Da      | Nu         | 1 episod                                    |
| 1973      | Hawaii Five-O                                | Da      | Nu         | 1 episod                                    |
| 1973      | Kung Fu                                      | Da      | Nu         | 4 episoade                                  |
| 1973      | Roll Out                                     | Da      | Nu         | 1 episod                                    |
| 1973–1974 | Columbo                                      | Da      | Nu         | 2 episoade                                  |
| 1975      | The Blue Knight                              | Da      | Nu         | 1 episod                                    |
| 1981      | Hill Street Blues                            | Da      | Nu         | 6 episoade                                  |
| 1982–1987 | Remington Steele                             | Da      | Da         | de asemenea, creator și consultant executiv |
| 1985      | Moonlighting                                 | Da      | Nu         | 1 episod                                    |
| 1985      | Our Family Honor                             | Da      | Nu         | 1 episod                                    |
| 1987      | Out on a Limb                                | Da      | Nu         | 2 episoade                                  |
| 1988–1991 | Midnight Caller                              | Da      | executiv   | de asemenea, consultant executiv            |
| 1991–1996 | Sisters                                      | Da      | Nu         | de asemenea, consultant executiv            |
| 1993      | Sirens                                       | Da      | Nu         | 2 episoade                                  |
| 1993–1994 | Lois & Clark: The New Adventures of Superman | Da      | executiv   | de asemenea, consultant                     |
| 1999      | St. Michael's Crossing                       | Da      | executiv   |                                             |
| 2001      | The Division                                 | Da      | Nu         | 1 episod                                    |

Filme TV 
| An   | Film                           | Regizor | Producător | Scenarist |
| ---- | ------------------------------ | ------- | ---------- | --------- |
| 1971 | Death Takes a Holiday          | Da      | Nu         | Nu        |
| 1973 | The Blue Knight                | Da      | Nu         | Nu        |
| 1974 | McMasters of Sweetwater        | Da      | Nu         | Nu        |
| 1975 | Strange New World              | Da      | Nu         | Nu        |
| 1976 | Dark Victory                   | Da      | Nu         | Nu        |
| 1976 | James Dean                     | Da      | Nu         | Nu        |
| 1976 | Mayday at 40,000 Feet!         | Da      | Nu         | Nu        |
| 1977 | In the Glitter Palace          | Da      | Nu         | Nu        |
| 1978 | Lacy and the Mississippi Queen | Da      | Nu         | Nu        |
| 1978 | A Question of Guilt            | Da      | Nu         | Nu        |
| 1984 | Concrete Beat                  | Da      | Nu         | Nu        |
| 1986 | Long Time Gone                 | Da      | Nu         | Nu        |
| 1987 | On the Edge                    | Da      | Da         | Da        |
| 1988 | Out of Time                    | Da      | executiv   | Nu        |
| 1991 | The Brotherhood                | Da      | Nu         | Nu        |
| 1994 | White Mile                     | Da      | Nu         | Nu        |
| 1998 | Glory, Glory                   | Da      | executiv   | Nu        |

Regizor asistent
- Climax! (1956–1958) (4 episoade)
- Playhouse 90 (1958–1959) (3 episoade)

## Legături externe
- Robert Butler la Internet Movie Database